# Бісиметрична матриця
Бісиметрична матриця (англ. bisymmetric matrix) — квадратна матриця, у якої елементи що симетричні відносно головної діагоналі та антидіагоналі(перпендикулярної діагоналі) рівні.

Однакові елементи позначені однаковим кольором для 5 × 5 матриці

## Формальне означення
Квадратна матриця {\displaystyle A} є бісиметричною, якщо {\displaystyle A=A^{T}} та {\displaystyle AJ=JA^{T}} де {\displaystyle J} — обмінна матриця.